# セント・ポールズ駅
セント・ポールズ駅（セント・ポールズえき、英語: St. Paul's station）金融街シティ・オブ・ロンドンに位置し、セント・ポール大聖堂にちなんで駅名がつけられたロンドン地下鉄の駅である。セントラル線バンク駅とチャンスリー・レーン駅の間にあり、トラベルカード・ゾーン1に含まれる。
1990年開業のシティ・テムズリンク駅駅は開業時「セント・ポールズ・テムズリンク駅」だったが、当駅から距離が離れており、非常時の対応に問題があったことから開業翌年に改名されている。

## 歴史
セント・ポールズ駅はセントラル・ロンドン鉄道(CLR)により、駅近くのセント・マーティンズ・ル・グランドにあった郵政省本局にちなんだ駅名の「ポスト・オフィス駅」として1900年7月30日に開業した。開業時、サウス・イースタン鉄道（英語：South Eastern Railway、SER）にセント・ポールズ駅（後にブラックフライアーズに改名)が存在したため、別駅名にしたと言われている。

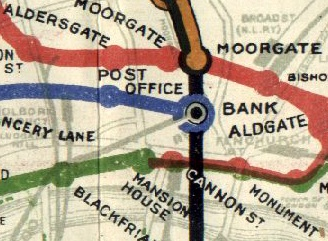
1908年版ロンドン地下鉄路線図には青で示されるセントラル・ロンドン鉄道の路線に「ポスト・オフィス」(Post Office)の駅名が 記されている。

開業時、駅入口はニューゲート・ストリートの北側、キング・エドワード・ストリートとの交差点の西側に設けられたが、1930年代に近代化工事に伴う改札階の改造とエスカレーターの設置が行われ際に東側に移転している。交差点の中央にある換気口は開業時のエレベーターの跡である。1937年にサウス・イースタン鉄道の駅がブラックフライアーズに改名された際、当駅はポスト・オフィスからセント・ポールズに改名されている。
セントラル・ロンドン鉄道は用地買収の費用を最小限にするため、道路の下にトンネルを敷設する方法を採っていたが、当駅付近の建設工事が行なわれた19世紀末、ニューゲート・ストリートには中世の面影が残る狭い街路が残っていたためトンネルを左右平行に敷設することが出来ず、西行のトンネルの下に東行のトンネルが構築されている。上下のホームの連絡にはエレベーターが用いられ、階段が併設された。
第二次世界大戦中にはロンドンと南西イングランドの電力管制室がエレベーター跡の穴に設置されていた。

## 現状

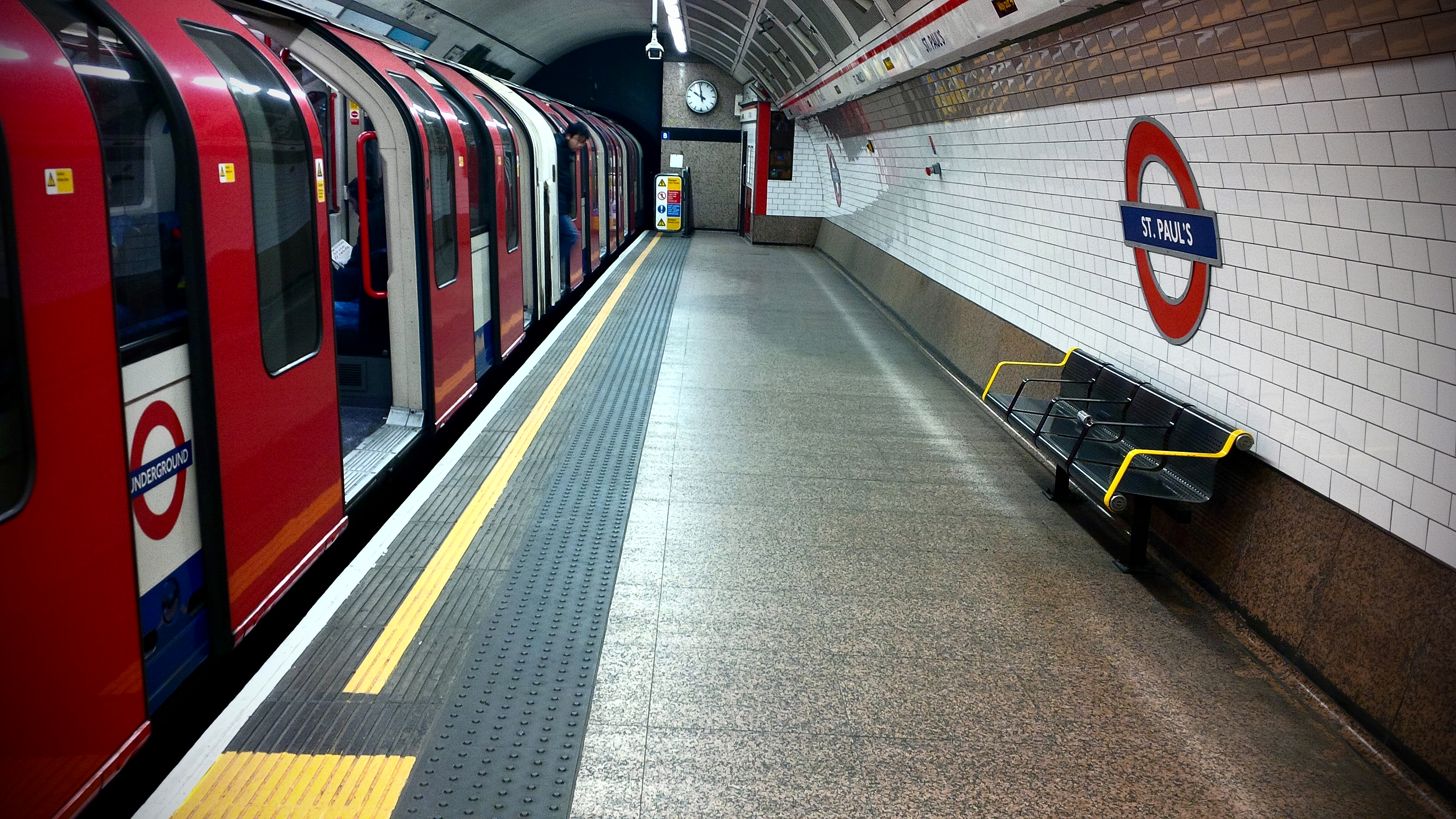
西行ホームに停車するセントラル線の1992形電車

駅出入り口はニューゲート・ストリート、チープサイド、セント・マーティンズ・ル・グランドの交差点付近にある。セント・ポール大聖堂がすぐ南にあるが、大聖堂の入り口は西側にあるため、当駅出口から徒歩数分を要する。
当駅はロンドン証券取引所とワン・ニュー・チェンジ（大規模オフィスビル）の最寄であり、オールド・ベイリー、ロンドン博物館、セント・メアリー・ル・ボウなども徒歩圏にある。

## バス路線
ロンドンバス4、8、25、56、100、172、242、521、深夜バスN8が当駅を経由する。

## ギャラリー

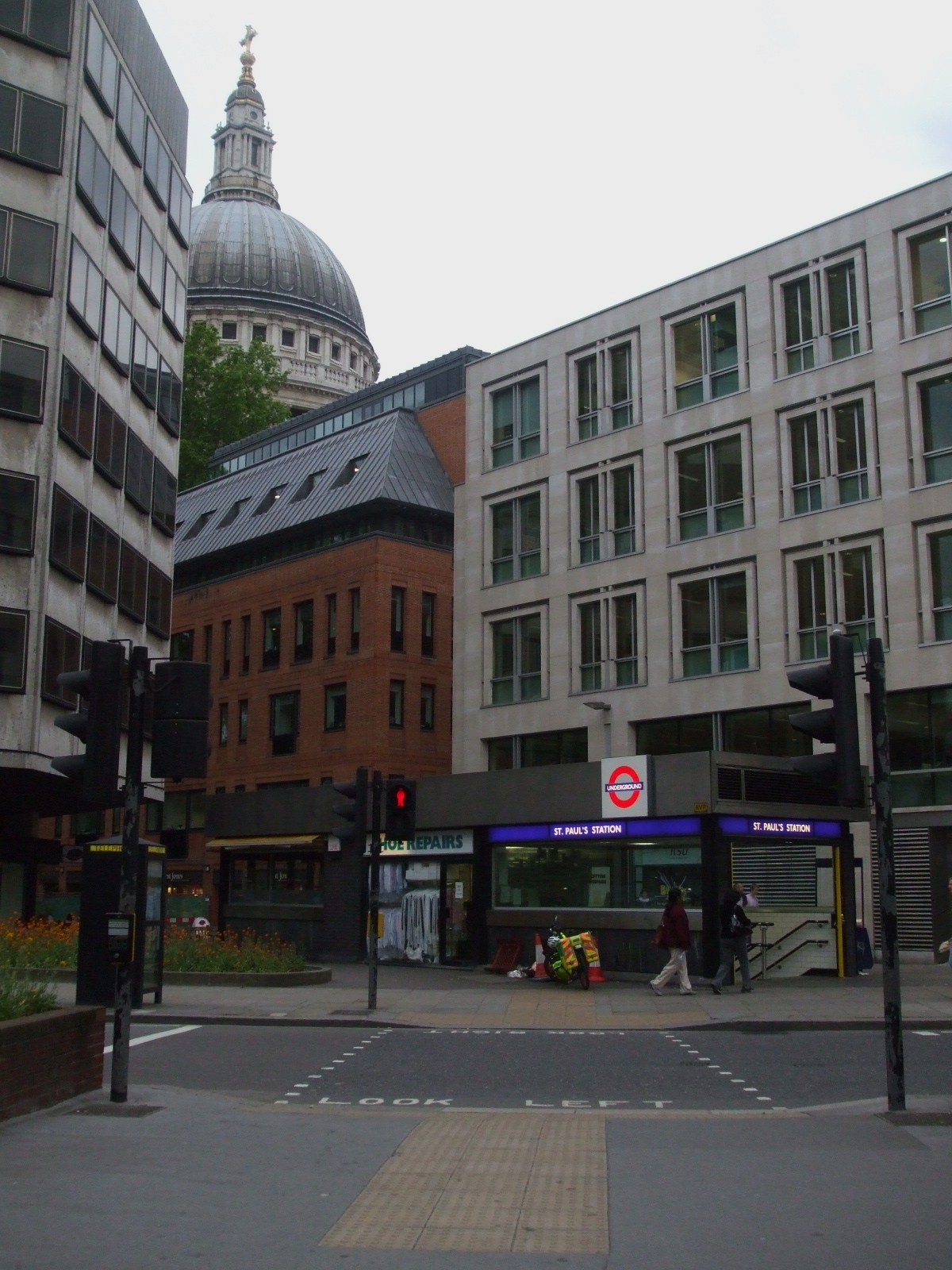
セント・ポール大聖堂を背景に駅西口を見る（2003年）
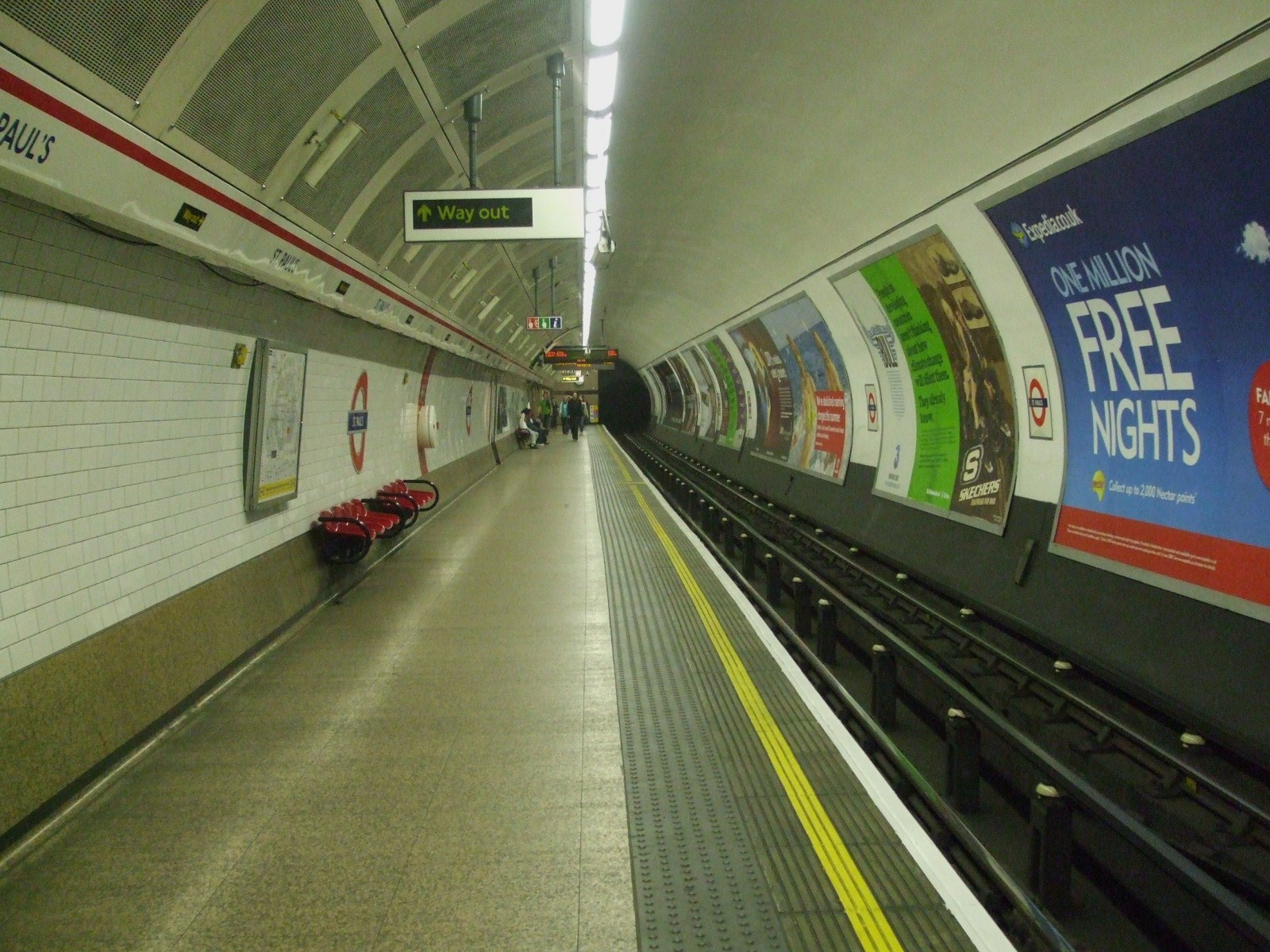
西行ホーム（2009年）
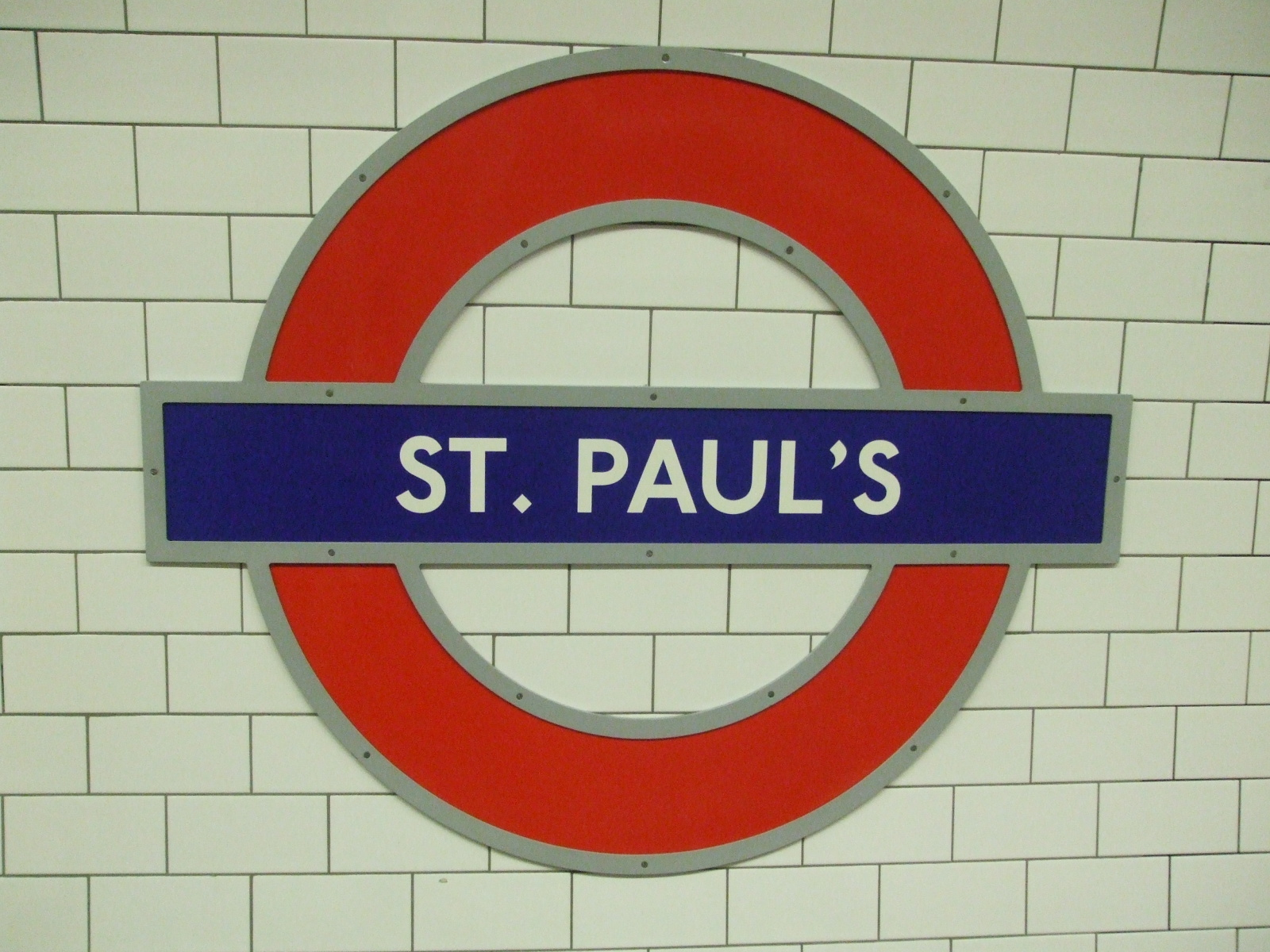
駅名標（2008年）

## 隣の駅
ロンドン交通局
ロンドン地下鉄
■セントラル線
チャンスリー・レーン駅 - セント・ポールズ駅 - バンク駅